# プリティーリズム (漫画)
『プリティーリズム』は、朝吹まり（原案：タカラトミー・シンソフィア）による日本の少女漫画作品。集英社『りぼん』で2010年8月号から2012年6月号まで連載された。単行本は全5巻。

## 概要
2010年7月15日より稼動を開始したトレーディングカードアーケードゲーム『プリティーリズム』の漫画化作品で、ゲームの稼動開始とほぼ同時に連載を開始した。その後、2011年には同じゲームを原作とする
テレビアニメ『プリティーリズム・オーロラドリーム』の製作委員会に小学館が出資していた関係で競合誌の『ちゃお』でも藤実リオの作画で同じゲームを原作とする漫画化作品が平行して連載される異例の事態となったが、連載が打ち切られることは無くアニメが第2期『プリティーリズム・ディアマイフューチャー』へ移行したのに前後し、2012年6月号で完結を迎えた。『りぼん』誌上では、本作の完結後も『プリティーリズム』関連の情報コーナーは継続している。

## あらすじ
主人公・天宮りずむの将来の夢は、プリズムダンススケートのプロであるプリズムスターになること。亡くなった母・そなたのようなプリズムスターを目指しているが、未熟。でも、プリズムダンスを愛する心は誰にも負けていない。
プリズムスクールの入学審査の練習中に出逢った響とワタル。そして、プリズムスクールで出逢ったセレナと花音。すてきな仲間たちと共にプリズムスターを目指して頑張る、元気なりずむの物語。

## 登場人物

### アスタリズム
天宮 りずむ（あまみや りずむ）
主人公。中学2年生の14歳で、父と2人暮らし。一人称は「あたし」。性格は明るく前向きで、つらい時にも笑顔を絶やさない。ゲームやアニメ版とは違い、当初は運動音痴で実力は未熟ではあるが、持ち前の明るさで周囲の観客を楽しませる才能には天性のものがある。プリズムスターを目指してプリズムスクールに入学した後、同級生のセレナ・花音と共にチーム「アスタリズム」を結成し、3人で公式の大会に挑む。亡くなった母・そなたから受け継いだその潜在能力は全く未知数で、強敵が現れてピンチに陥った時には一種のフロー状態を発動し、セレナや花音も驚くほどの超人的な力を発揮することがある。しかし、本人はまだ自分の真の能力に気付いていない。また例え敵でも助けようとする思いやりもある。響に対してはぞっこんだったゲーム版とアニメ版とは違い、当初は嫌味な奴としか思っていなかったが回を追うことに惹かれあっていく。（ただし本人はそれを認めようとはしない）ゲームやアニメでは瞳の色は黄色だが本作はピンクとなっている。
城之内 セレナ（じょうのうち セレナ）
13歳の中学2年生。ワタルの情報網によると1996年7月6日生まれのA型と本編中で唯一、生年月日が明らかにされている。プリズムスクールの入学審査にトップで合格した天才少女。関西弁で話し、一人称は「ウチ」。作中での登場は第１話からで花音よりも早かった。かつてプリズムスターの夢に破れた母親の期待を一身に背負わされていて、スクール入学当初はりずむを見下していたが、実力は未熟ながらも広場で友達と一体になり、心の底からダンスを楽しんでいるりずむの姿に感化され、りずむを仲間として認めた。少し短気で怒りっぽいが、根はさっぱりとした性格でりずむとの交流もあり、仲間を侮辱するものは許さない。またゲームやアニメとは違い、ボケる描写はほとんどなくりずむのツッコミ役をすることが多い。登場人物で唯一瞳の色は変更されていないがゲームやアニメに比べ、ショートヘアの先っぽが分かれている
藤堂 花音（とうどう かのん）
13歳の中学2年生。一人称は「私」。りずむ・セレナとのチーム「アスタリズム」の命名者。「asterism」は星群、或いは恒星を線で繋いで星座を作ることを意味し「3人が結束する」と言う願いを込めている。とても華麗な演技力の持ち主で、その実力はセレナも一目置いているが安定しすぎて個性がないと風来月華に指摘され、戸惑うもりずむとセレナのおかげで自分らしく踊ることに気付く。普段は友好的で気のいい少女だが、怒ると怖く口調も乱暴になる。小学4年生の時に隣家へ引っ越して来たワタルの影響でダンスを始めたが、兄の響からは「お前の性格はプロには向いていない」とスクール入学を反対されていた。チーム内では、未熟なりずむを明るく励まし、短気なセレナをなだめる仲裁役を務めており、ゲームやアニメのように二人にツッコミを入れる描写はほとんどなく代わりにセレナがツッコミをやっている。ワタルに対してほのかな恋心を抱いている節が見受けられる。登場人物で髪の色が毎回変わり、瞳の色も一度だけ緑から黄色に変わったことがある

### Callings
藤堂 響（とうどう ヒビキ）
14歳。一人称は「俺」。同僚のワタルとは家が隣同士で、妹の花音と共に幼馴染みの関係。りずむの入学審査の練習中にりずむと出遭った。りずむに対しては皮肉屋で無愛想だが、時には励ましてくれたりもする生真面目な少年。2巻172ページ掲載のプロットでは「10月25日生まれのB型」とされており、ゲームのストーリーパートでりずむが「ヒビキはさそり座」と述べていることと一致する。半年後のラストプリズムショーでワタルとともにアメリカに活動拠点を移すことが明らかになった。5巻の番外編ではりずむと出会うまでの彼の心境が描かれており、普段は憎まれ口を叩いているりずむに対する思いも明らかになった。
日向 ワタル（ひゅうが ワタル）
14歳。一人称は「僕」。明るく調子のいい性格でプリズムダンサー（女子限定）情報通の少年。女の子には優しいをモットー（そのため、響からは『女好き』と呆れ返られている）にしており、無愛想な響のフォロー役を務めていて、りずむにも優しいため、彼女も彼に好意を抱いていたがワタルは響がりずむに好意を抱いているのを知っているので響の心境をこっそり教える事もある。花音から好意を抱かれているが気付いているかどうかは不明。

### 認定会の対戦相手
キューティー
公式大会1回戦でアスタリズムと対戦した三姉妹のユニット。露出度の高いセクシー系の衣装でアピール。唯一名前がある三女のモナがブレーンを担当しており、ノートPCで即座に対戦相手のデータを分析する。公式大会には準決勝進出した経験もあり、アスタリズムに挑発してチームワークを乱そうとするもアスタリズムが土壇場で見せたオリジナルプリズムジャンプで逆転負けをした。
クラシカル
公式大会決勝でアスタリズムと対戦した、シロとクロの双子姉妹のユニット。幼少児から英才教育を受けており、通常は14歳相当とされるスクールの入学を特例により9歳で認められた。茶髪のほうがシロで、黒髪がクロ。シロは無邪気な性格でりずむから可愛がられていたがクロは口が悪く生意気な性格で年上のりずむ達を「おばさん」と呼び、響達の前ではネコを被った。決勝戦では圧倒的な実力でアスタリズムを追い詰め、実力者のセレナや花音ですら敗北を覚悟するも才能を覚醒したりずむに敗れ、再戦を約束した。
風来月華（ふうらいげっか）
実力はゴールドランク相当と評されながらも、メンバーの3人とも相手を見下したり、自信過剰だったりなど性格に問題が有り、長い間シルバーランクに留まっているチーム。シルバーランク公式大会を前に3人それぞれがりずむ・花音・セレナに夜襲を仕掛け、圧倒的な実力差を見せ付けるもオーロラライジングを見せたアスタリズムに敗北しリベンジを約束した。りずむの潜在能力に興味を持ち、猫フードを被り、八重歯を出し、語尾に「にゃ」をつけるのがミケ（ただし、本名ではなく本編では最後まで明かされなかった）セレナを強敵と予感し、ボーイッシュな格好で冷静かつメンバーのまとめ役をするのが風見飛鳥、花音に目をつけ、お団子頭と清楚な和風の外見とは裏腹に高飛車で3人の中でもっともアスタリズムを見下している女性が花山院桜都。
ポップスタイル
シルバーランク公式大会の1回戦でアスタリズムと対戦した2人1組のユニット。英語を使って話すのが特徴で名前の通りポップな衣装を着ており、実力は申し分ないがレベルアップしたアスタリズムに力の差を見せ付けられ、敗北を認めた。

### その他の人物
ペンギン先生（ペンギンせんせい）
プリズムスクールでブロンズランクの生徒を講師として指導している。ゲームやアニメとは異なり、人間の姿をしているが髪型には元の姿の名残がある。シリーズ同様オネエ言葉で話し、外見は軽くて飄々としているが、昔は優秀なプリズムスターで何人ものプリズムスターを育成したとされている。りずむの素質を見抜き、プリズムスクールの入学試験に合格させると共にりずむ、セレナ、花音のチーム（後のアスタリズム）を編成した。りずむの潜在能力が開放され始めてからはそれまでと異なり、基本的にはシリアスな美男子風の顔つきになっている。
セレナの母
プリズムスターを目指してスクールに通っていたが挫折し、現在の夫と国際結婚する。そうした経緯より自分が果たせなかったプリズムスターになる夢を娘のセレナに託しており、幼少期から徹底した英才教育を施している。それゆえ常に結果を最優先にしており、セレナがプリズムショーを楽しめない原因を作ってしまう。結果よりプリズムショーを楽しむりずむを快く思っておらず、誤ってトロフィーを落とした際も暴力を振ろうとするなど大人気ない部分もあり、響から「おばさん」と皮肉られた。単に「母」とされており、名前は不明。
天宮 そなた（あまみや そなた）
伝説のプリズムスターと呼ばれているが、既に故人となっている（死因は本編では明らかにされなかったが、本編連載終了後の2012年7月に発売された『夏の大増刊号りぼんスペシャルスター』掲載の番外編にて、交通事故だったことが判明した）。りずむがスケートを始めたのはそなたの直伝であり、また生前は幼い娘をプリズムショーによく連れて行っていた。りずむが愛用しているスケート靴はそなたの形見。りずむは母がオーロラライジングを跳んだ瞬間を会場で目撃し、明確に記憶している。アニメと違って結婚の事実は対外的に公表されており、言及される場合は一貫して「天宮」姓である。またりずむに対しても母親としての愛情を持って接しており、少々親バカな部分もある。
りずむの父
セレナ同様第1話から登場。娘のりずむのために朝食やケーキを振る舞う家庭的で娘想いな人物だが、りずむがそそっかしい為、食べてもらえないことが多い。その後もりずむの応援に行ったり、大会で倒れ、3日も寝ていたりずむを心配するなど結果重視のセレナの母親とは違い、娘の夢を後押ししている。本編ではデフォルト姿で登場するが本編連載終了後の2012年7月に発売された『夏の大増刊号りぼんスペシャルスター』掲載の番外編にて、初めて8頭身で登場し、妻のそなたが残した手紙とプリズムシューズをりずむに渡した。なおアニメ版とは違い、下の名前は一切明かされておらず、また容姿や性格も異なっている。

## 用語
プリズムダンススケート
どこでも自由に滑れるアイススケートのような形のプリズムシューズをはいて、ジャンプ・ダンスなどのパフォーマンスを見せる架空のスポーツ。りずむの住んでいる世界では大人気らしい。
プリズムスター
プリズムダンススケートのプロ。りずむの母は有名なプリズムスターだったらしい。
プリズムスクール
プリズムスターを育てる名門スクール。クラスは下からブロンズ・シルバー・ゴールド・プラチナに分けられていて、厳しい実技審査に合格しなければ入学できない。

## 単行本
- 朝吹まり、『プリティーリズム』 集英社〈りぼんマスコットコミックス〉、全5巻

1. 2011年04月06日初版 ISBN 978-4-08-867115-4
2. 2011年05月18日初版 ISBN 978-4-08-867122-2
3. 2011年10月19日初版 ISBN 978-4-08-867149-9
4. 2012年04月17日初版 ISBN 978-4-08-867193-2
5. 2012年10月20日初版 ISBN 978-4-08-867227-4